# Římskokatolická farnost Hrusice
Římskokatolická farnost Hrusice je jedno z územních společenství římských katolíků v jílovském vikariátu s farním kostelem sv. Václava.

## Historie
Roku 1205 postavena kaple sv. Vojtěcha, roku 1352 ustanovena plebánie, po reformaci filiálka farnosti Mnichovice, roku 1787 lokálie. Farnost obnovena roku 1856. Matriky vedeny od roku 1787, předtím ve farnosti Mnichovice.
V rámci procesu slučování farností v pražské arcidiecézi nebyla v roce 2009 tato farnost sloučena s Římskokatolickou farností Mnichovice, ačkoliv sousední farnosti Ondřejov a Chocerady (spravované stejným duchovním správcem) včleněny byly.
Starší názvy: Hrusicium; Hrusitz

## Kostely farnosti
| Kostel       | Místo     | Bohoslužba | Další aktivity |
| ------------ | --------- | ---------- | --- |
| sv. Václava  | Hrusice   | ne 10.30   | ne 11:30 farní café; ne 15:00 adorace (3. neděle v měsíci), po 20:15 modlitby za mír ve světě (1. pondělí v měsíci); st 17:30 náboženství |
| sv. Vojtěcha | Senohraby | čt 18:00   | 4. čtvrtek v měsíci mše sv., ostatní čtvrtky modlitební setkání                                                                           |

## Osoby ve farnosti
Ivan Kudláček, administrátor excurrendo (farář Římskokatolické farnosti Mnichovice)

Vlasta Sklenářová, samostatný pastorační asistent